# Linia kolejowa Gotha – Gräfenroda
Linia kolejowa Gotha – Gräfenroda – niezelektryfikowana linia kolejowa w  Niemczech, w kraju związkowym Turyngia. Biegnie z miejscowości Gotha do Gräfenroda. Ma długość 36 km.